# جوزيف بي. موناغان
جوزيف بي. موناغان هو محامي وسياسي أمريكي، ولد في 26 مارس 1906 في بوتي في الولايات المتحدة، وتوفي بنفس المكان في 5 يوليو 1985. نشط حزبياً في الحزب الديمقراطي. وقد انتخب عضو مجلس النواب الأمريكي ‏.